# 남하면
남하면(南下面)은 대한민국 경상남도 거창군의 면이다. 남하면은 거창군의 동남단에 있으며, 북으로는 광주대구고속도로가 통과하고, 남으로는 합천댐의 상류지역이다. 군청소재지권인 무릉, 대야리, 거창읍권인 둔마, 양항리, 가조권인 지산리 등 3대 생활권으로 분할되어 있으며, 거창읍과의 연접한 근거리에 있고 출입경작이 21%를 차지한다.

## 연혁
- 1914년 이전 무등곡면, 고모현면, 지차리면으로 존속
- 1914년 3월 1일 위 3개면을 통합하여 군 소재지를 중심으로 최남하부에 위치하였다하여 남하면으로 개칭
  - 통합시 면사무소가 남상면 월평리에 소재하였으나, 주민불편으로 산포마을로 이전하여 10여년간 존속하다가 1930년 무릉마을로 재이전

## 행정 구역
- 지산리
- 대야리
- 둔마리
- 양항리
- 무릉리

## 교육
- 남하초등학교